# Santa Tereza do Oeste
thumb
Santa Tereza do Oeste este un oraș în Paraná (PR), Brazilia.